# Propstsprengel Halle-Wittenberg
Der Propstsprengel Halle-Wittenberg war eine Untergliederung der Evangelischen Kirche in Mitteldeutschland. In den insgesamt fünf Propstsprengeln, auch Sprengel oder Propsteien genannt, waren mehrere Kirchenkreise zu einem gemeinsamen Aufsichtsbezirk zusammengefasst, dem ein Propst vorstand; es gab aber keine gemeinsame Verwaltung und auch keine Synode wie auf der Ebene der Kirchenkreise.

## Lage und Gliederung
Der Propstsprengel umfasste den südlichen Teil des Landes Sachsen-Anhalt (ohne das Gebiet des Herzogtums und späteren Freistaates Anhalt) und zusätzlich größere Gebiete in den Ländern Brandenburg (vor allem im Landkreis Elbe-Elster), Sachsen (vor allem im Landkreis Nordsachsen) und Thüringen (vor allem im Landkreis Sömmerda). Er bestand aus folgenden Kirchenkreisen:
- Eisleben-Sömmerda
- Halle-Saalkreis
- Merseburg
- Bad Liebenwerda
- Naumburg-Zeitz
- Torgau-Delitzsch
- Wittenberg

## Geschichte
Die Vorläufige Kirchenleitung der damals noch zur Evangelischen Kirche der altpreußischen Union gehörenden Kirchenprovinz Sachsen beschloss im Januar 1946, die drei Generalsuperintendenturen als Aufsichtsbezirke durch sieben Propsteien (1947 kam eine achte dazu) zu ersetzen. Im Regierungsbezirk Merseburg waren dies die drei Propsteien Halle-Merseburg (mit dem Gebiet der heutigen Kirchenkreise Halle-Saalkreis, Merseburg und dem Nordteil des Kirchenkreises Eisleben-Sömmerda), (Kurkreis) Wittenberg (mit dem Gebiet der heutigen Kirchenkreise Bad Liebenwerda, Torgau-Delitzsch und Wittenberg) und Naumburg (weitgehend deckungsgleich mit dem heutigen Kirchenkreis Naumburg-Zeitz). Halle und Naumburg wurden 1996 zur Propstei Halle-Naumburg vereint.
Nachdem Martin Herche, der Propst von Halle-Naumburg, zum Januar 2011 in das Amt des Generalsuperintendenten des Sprengels Görlitz der Evangelischen Kirche Berlin-Brandenburg-schlesische Oberlausitz wechselte, übernahm der Wittenberger Propst Siegfried Kasparick († 2016) die Vakanzvertretung des Sprengels. Am 18. November 2011 wählte die Landessynode den bisherigen Oberkirchenrat Johann Schneider zum ersten Regionalbischof des neuen Propstsprengels Halle-Wittenberg, der am 1. August 2012 durch Zusammenlegung der Sprengel Halle-Naumburg und Kurkreis Wittenberg gebildet wurde. Am 24. Juni 2012 wurde Schneider mit einem Gottesdienst in der Marktkirche Halle in sein neues Amt eingeführt und nahm seinen Dienst eine Woche später auf.
Der ehemalige Kirchenkreis Sömmerda gehörte bis 2008 zur Propstei Erfurt-Nordhausen und kam damit zum Propstsprengel Eisenach-Erfurt. Nachdem er sich 2010 mit dem Kirchenkreis Eisleben zusammengeschlossen hatte, gehörte der gesamte Kirchenkreis Eisleben-Sömmerda zum Propstsprengel Halle-Wittenberg.
Zum 1. Januar 2022 wurde der Propstsprengel mit dem Propstsprengel Stendal-Magdeburg zum Bischofssprengel Magdeburg vereinigt. Propst und Regionalbischof Schneider behielt sein Amt. Er teilt sich die Verantwortung mit der Regionalbischöfin Bettina Schlauraff.

## Pröpste

### Halle-Merseburg
- 1946–1948: Julius Schniewind
- 1949–1955: Johannes Jänicke
- 1956–1966: Anton Werther
- 1967–1978: Walter Münker
- 1979–1996: Karl Abel

### Naumburg
- 1946–1961: Max Müller
- 1962–1974: Gustav Coym
- 1975–1986: Günter Bronisch
- 1988–1996: Waldemar Schewe

### Halle-Naumburg
- 1996–2001: Waldemar Schewe
- 2001–2009: Martin Herche

### Kurkreis Wittenberg
- 1946–1963: Wolfgang Staemmler
- 1963–??: Wilhelm Berndt
- 1976–1997: Hans Treu
- 1997–2002: Heinrich Hamel
- 2002–2009: Siegfried Kasparick

### Halle-Wittenberg
- 2009–2011: Martin Herche
- 2011–2012: Siegfried Kasparick (kommissarisch)
- 2012–2021: Johann Schneider